# Malta i olympiska vinterspelen 2014
Malta deltog vid de olympiska vinterspelen 2014 i Sotji, vilket var första gången landet deltog i vinter-OS. Malta deltog med en deltagare, Elise Pellegrin, som inte erövrade någon medalj.

## Alpin skidåkning
- Elise Pellegrin